# Люсі Ганна
Люсі Террел, у шлюбі Ганна (англ. Lucy Terrell Hannah; 16 липня 1875/12 серпня 1895? — 21 березня 1993) — неверифікована американська супердовгожителька. Входила у список 100 найстаріших повністю верифікованих людей у світі та вважалася п'ятою найстарішою людиною в історії. У грудні 2020 року верифікація її віку була офіційно скасована.

## Біографія
Люсі Террел народилася в Алабамі 16 липня 1875 року. Щоб уникнути расистського переслідування в роки Великої міграції, вона переїхала в Детройт, де в 1901 році одружилася з Джоном Ганна.
У шлюбі народила 8 дітей, причому на момент смерті Террел двоє з них були ще живі. Довге життя Террел можна пояснити спадковістю — дві її сестри прожили понад 100 років, а мати 99 років.
Люсі Террел Ганна померла 21 березня 1993 року в Детройті. Можливо, прожила 117 років і 248 днів.
Її рідні стверджували, що через плутанину з документами їй було на рік більше, однак доказів цьому так і не було представлено.

## Дискусія про вік
Офіційно Люсі Ганна була верифікована Групою геронтологічних досліджень на підставі досліджень «Кестенбаума» через 10 років після своєї смерті.
Однак в 2015 році члени «Клубу 110», які також займаються дослідженням довгожителів, засумнівалися в її віці. Згідно з результатами дослідження, проведеного станом на грудень 2020 року, вона могла народитися 12 серпня 1895 року.
Крім того, дослідники не змогли знайти будь-яких згадок про довгожительку в ЗМІ, а також її фото. Невідоме навіть місце поховання.
У книзі «Виняткова тривалість життя», опублікованій в грудні 2020 року, підтвердження справи Люсі Террел Ганна було офіційно відкликане.

## Рекорди
- Вважалася найстарішою афроамериканкою в історії, а також найстарішою людиною негроїдної раси.
- Вважалася однією з 10 повністю верифікованих довгожителів, що перетнули поріг в 117 років.
- Займала 5 місце в списку найстаріших людей за всю історію, і друге місце — в списку довгожителів США, доки верифікація її віку не була скасована у грудні 2020 року.
- Найстаріша людина, яка не отримала титул Найстарішої нині живої людини.